# يوم باب الإسلام
یوم باب الإسلام (بالأوردو: یوم باب الإسلام) يقام هذا اليوم سنويًا في العاشر من رمضان لإحياء ذكرى تأسيس الحكم الإسلامي الذي أسسه القائد المسلم محمد بن القاسم الثقفي في باكستان الحديثة في عام 93 هـ الموافق 711م. كان محمد بن القاسم الثقفي قائد عسكري أموي، بدأ مهمة فتح السند عندما كان في 17 من عمره، وبدأ الغزو من بلوشستان والسند والبنجاب ومناطق كشمير على طول نهر اندوس (الآن جزء من باكستان) في عهد الخلافة الأموية. ولد ونشأ في مدينة الطائف. أسس ابن القاسم في فتحه بلوشستان والسند والبنجاب في ضع أسس الحكم الإسلامي في جنوب آسيا.